# Finasterida
La finasterida es un fármaco que inhibe de forma competitiva la enzima 5-α reductasa tipo II, responsable de la transformación de testosterona a 5α-dihidrotestosterona, que es la forma con mayor actividad de las hormonas androgénicas.Al disminuir la producción de 5α-dihidrotestosterona, disminuye el tamaño de la próstata y mejora los síntomas de retención urinaria asociados a la hiperplasia prostática benigna. Adicionalmente, se indica en el tratamiento de la alopecia (calvicie) androgénica.

## Historia
En 1942, James Hamilton observó que la castración prepuberal previene el desarrollo posterior de calvicie de patrón masculino en hombres maduros. En 1974, Julianne Imperato-McGinley de Cornell Medical College en Nueva York asistió a una conferencia sobre defectos de nacimiento. Informó sobre un grupo de niños intersexuales en el Caribe que parecían sexualmente ambiguos al nacer y fueron inicialmente criados como niñas, pero luego desarrollaron genitales masculinos externos y otras características masculinas después del inicio de la pubertad. Estas niñas, a pesar de haber sido criadas como niñas hasta la pubertad, eran generalmente heterosexuales y su comunidad local las llamaba " Guevedoces ", que significa "pene a los doce"  Su grupo de investigación descubrió que estos niños compartían una mutación genética , que causaba una deficiencia de la enzima 5α-reductasa y de la hormona masculina dihidrotestosterona (DHT), que se descubrió que era la etiología detrás de las anomalías en el desarrollo sexual masculino. Al madurar, se observó que estos individuos tenían próstatas más pequeñas que estaban poco desarrolladas y también se observó que carecían de incidencia de calvicie de patrón masculino. 
En 1975, P. Roy Vagelos , que entonces se desempeñaba como jefe de investigación básica de Merck , vio copias de la presentación de Imperato-McGinley . Le intrigaba la idea de que los niveles reducidos de dihidrotestosterona conducían al desarrollo de próstatas más pequeñas. Luego, el Dr. Vagelos buscó crear un medicamento que pudiera imitar la condición encontrada en estos niños para tratar a hombres mayores que tenían hiperplasia prostática benigna.
Finasterida fue desarrollado por Merck con el nombre en clave MK-906.  Un equipo dirigido por el químico Gary Rasmusson y el biólogo Jerry Brooks desarrolló posibles inhibidores de la 5α-reductasa basados en inhibidores del estado de transición, utilizando un proceso iterativo de diseño, pruebas y rediseño molecular.  En 1992, la Administración de Drogas y Alimentos de los EE. UU. (FDA) aprobó finasterida (5 mg) para el tratamiento de la HPB, que Merck comercializó bajo la marca Proscar. Rasmusson y Brooks recibieron el premio "Inventor del año" de IPO en 1993 por su trabajo sobre finasterida.  En 1997, Merck logró obtener la aprobación de la FDA para una segunda indicación de finasterida (1mg) para el tratamiento de la caída del cabello de patrón masculino, que se comercializó bajo la marca Propecia.  Fue el primer inhibidor de la 5α-reductasa que se introdujo y fue seguido por dutasterida en 2001. El primer estudio sobre finasterida en el tratamiento del hirsutismo en mujeres se publicó en 1994. 

## Descripción
La finasterida, comercializada con el nombre comercial de PROSCAR®, por Merck & Co., Inc. es la 17β-(N-tercbutilcarbamoil)-4-aza-5α-androst-1-en-3-ona y es un inhibidor de la 5α-reductasa para usar en el tratamiento del acné, hirsutismo femenino, y particularmente la hiperplasia prostática benigna. Es un análogo de las hormonas esteroides andrógenas como la testosterona y la DHT, como esteroide no conjugado, la finasterida es un compuesto altamente lipofílico y poco soluble en agua. 
La síntesis de la finasterida en la patente US 4.760.071 implica la reacción del 17β-(2-piridiltio)carboxilato de 4aza-5α-androst-1-en-3-ona con t-butilamina en una proporción 2:1 al éster (formado por T-butilo amino y haluro de magnesio aromático) a temperatura ambiente en un disolvente orgánico inerte, seguido del calentamiento y recuperación del producto final. 
Otra reacción descrita en Synthetic Communications, incluye la reacción del 17-acilimidazol de 4-aza-5α-androst-1-en-3-ona con terc-butilamina. Sin embargo ambas reacciones requieren el uso de aminas aromáticas heterocíclicas que son caras y dan lugar a consideraciones medioambientales de seguridad y toxicidad. Ambos intermedios se preparan a partir del ácido 17βcarboxílico. 
Se ha encontrado que existen al menos dos formas polimorfas no solvatadas de finasterida:
- Para las síntesis de la forma polimorfa I, se requiere una mezcla de acetato de etilo y agua, en la que la cantidad de agua en la mezcla de disolvente es como mucho de aproximadamente 3,5 mg/ml o una mezcla de acetato de isopropilo y agua, en la que la cantidad de agua en la mezcla de disolvente es como mucho de aproximadamente 1,6 mg/ml a una temperatura ambiente de aproximadamente 25 °C. Por último, se filtra el producto con el fin de recuperar la fase sólida resultante y eliminar el disolvente.[14]

- En el caso de la forma polimorfa II, se requiere la cristalización a partir de una mezcla de finasterida en un disolvente orgánico y agua, en el que el disolvente orgánico es ácido acético glacial, y el porcentaje en peso de agua en la mezcla del disolvente es menos de aproximadamente el 83%, o en el que el disolvente orgánico es acetato de etilo y la cantidad de agua en la mezcla de disolvente es mayor de aproximadamente 3,5 mg/ml, o en el que el disolvente orgánico es acetato de isopropilo, y la cantidad de agua en la mezcla del disolvente es mayor de aproximadamente 1-6 mg/ml, de forma que la cantidad de agua y disolvente orgánico en la mezcla sea suficiente para conseguir que se exceda la solubilidad de la forma solvatada de la finasterida y que la forma solvatada de la finasterida sea menos soluble que cualquier otra forma de finasterida en la mezcla. Por último, se filtra el producto con el fin de recuperar la fase sólida resultante y eliminar el disolvente. [14]

Los comprimidos de finasterida vienen acompañados de diferentes ingredientes inactivos como: lactosa monohidrato, celulosa microcristalina, almidón pregelatinizado (maíz), glicolato de almidón sódico, hipromelosa, dióxido de titanio, estearato de magnesio, lauril macrogolglicéridos, laca de aluminio FD&C Blue # 2 y polietilenglicol. 

## Farmacocinética

### Vías de administración
La administración de este fármaco se realiza mediante la vía oral . 
Tabletas y grageas de 1 y 5 mg.

### Absorción
La finasterida se absorbe bien después de la administración oral y muestra una fase de acumulación lenta después de dosis múltiples. La biodisponibilidad oral media fue del 65% para 1 mg de finasterida y del 63% para 5 mg de finasterida. Las concentraciones plasmáticas máximas (Cmax) promediaron 37 ng/ml (rango, 27-49 ng/ml) y se alcanzaron 1-2 horas después de la administración. Se ha informado que las concentraciones plasmáticas y el área bajo la curva son mayores en pacientes varones de edad avanzada de 70 años o más. No se altera la absorción con el consumo de alimentos.

### Distribución
La finasterida se distribuye en todos los tejidos y cruza barrera hematoencefálica. Se une aproximadamente en un 90% a proteínas plasmáticas (principalmente la albúmina) con un volumen de distribución de 76 litros en estado estacionario, oscilando entre 44 y 96 litros. No hay información sobre la excreción en leche humana.

### Metabolismo y metabolitos
Finasterida sufre un extenso metabolismo hepático mediado predominantemente por la enzima CYP3A4 para formar los metabolitos del ácido monocarboxílico y monohidroxilado de la cadena lateral de t-butilo. Estos metabolitos retienen menos del 20% de la actividad farmacológica del compuesto original.

### Excreción
En sujetos sanos, alrededor del 32-46% de la dosis oral total de finasterida se excreta en la orina en forma de metabolitos, mientras que alrededor del 51-64% de la dosis se excreta en las heces. En pacientes de edad avanzada (mayores de 70 años), la vida media puede prolongarse hasta 8 horas. En pacientes con insuficiencia renal la excreción urinaria de finasterida disminuye mientras que la excreción fecal aumenta. Tiene una vida media de eliminación sérica de 5 a 6 horas, oscilando entre 3 y 16 horas.

## Farmacodinamia
El efecto máximo de la reducción en la concentración sérica de dihidrotestosterona se observe 8 horas después de la administración de la primera dosis. 

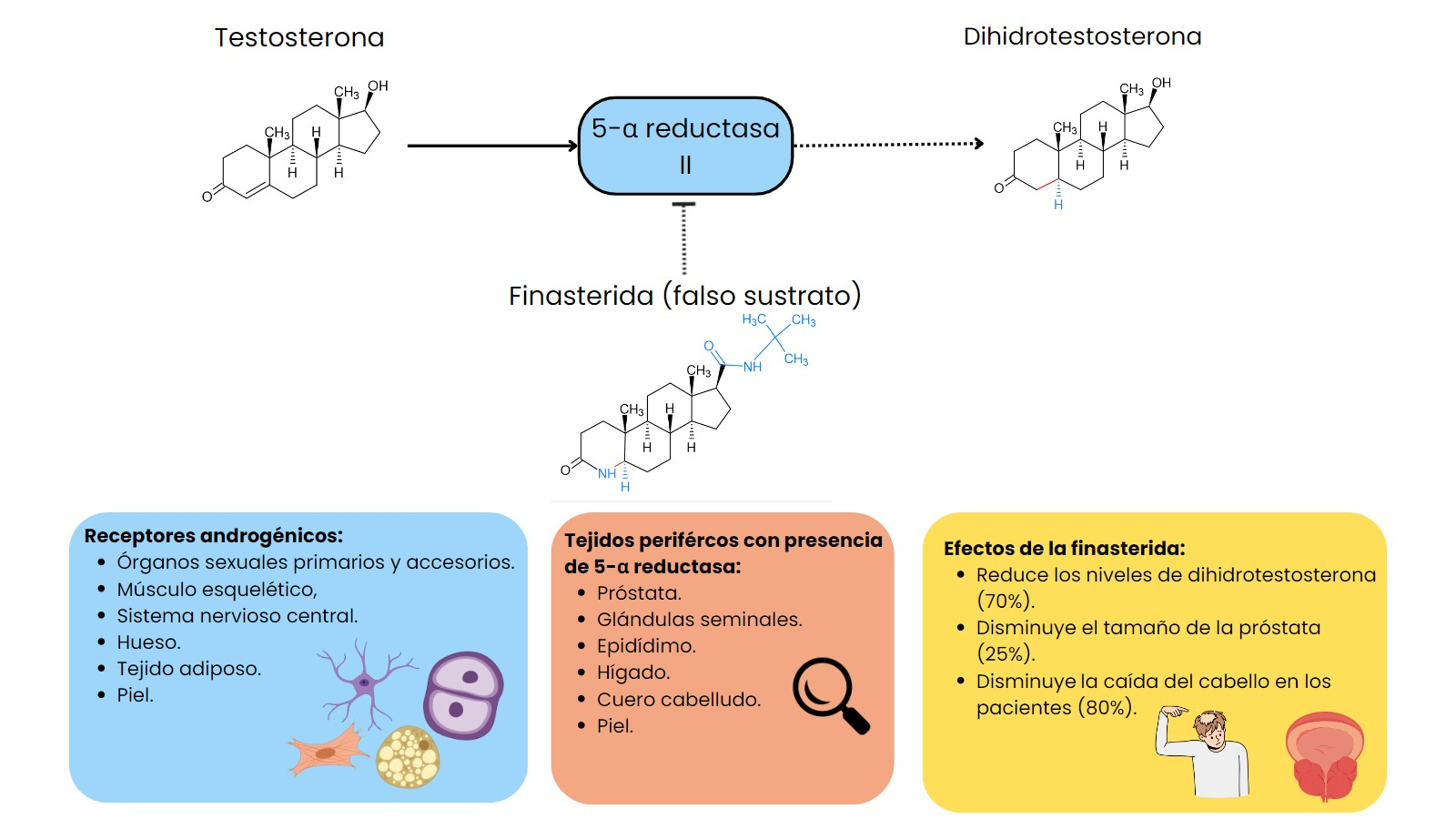
Acción de la finasterida sobre la enzima 5-α reductasa de tipo II

### Mecanismo de acción
La finasterida es un inhibidor selectivo de la de la 5α-reductasa II, enzima responsable de la producción de 5α-dihidrotestosterona (molécula más activa) a partir de testosterona en la piel, los folículos pilosos y la próstata.

### Efectos farmacológicos
La reducción en las concentraciones de  5α-dihidrotestosterona disminuye el volumen prostático, aproximadamente, 20-30% después de 6-24 meses de terapia continua. La  5α-dihidrotestosterona muestra una mayor afinidad hacia los receptores de andrógenos en la glándula prostática en comparación con la testosterona. 

### Interacciones
No se han observado interacciones farmacológicas significativas entre finasterida y alimentos o medicamentos 

## Usos clínicos

### Hiperplasia prostática benigna
La finasterida es utilizada principalmente para el tratamiento de la hiperplasia prostática benigna (HPB) sintomática en hombres. Se administra por vía oral en dosis de 5 mg al día 
Actúa induciendo la apoptosis de las células epiteliales de la próstata, lo que provoca una reducción del tamaño de la próstata en un 15-25% y una reducción en la concentración circulante de antígeno prostático específico (PSA) de aproximadamente 50% después de 6 meses de tratamiento, al cabo de entre 2 a 4 años de tratamiento reducen síntomas obstructivos del tracto urinario bajo (SOUB) en un 15 a 30% . Previniendo la progresión de la enfermedad en términos de retención urinaria y necesidad de cirugía.
El uso de inhibidores de la 5-α reductasa cómo la finasterida para HPB posee según la medicina basada en evidencias:
Grado de recomendación (GR): A 
Nivel de evidencia (NE): 1b

### Alopecia androgénica
Es utilizada en el tratamiento de la calvicie de patrón masculino (alopecia androgénica) en hombres. Cómo medicamento de segunda línea, se administra vía oral en dosis de 1 mg al día.
La administración de finasterida disminuye las concentraciones séricas y del cuero cabelludo de dihidrotestosterona en estos hombres, desacelerando el proceso de pérdida de cabello pero sin detenerlo por completo, los efectos son apreciables luego de 3 a 6 meses de tratamiento continuo.
El uso de la finasterida para la alopecia androgénica posee según la medicina basada en evidencias:
Grado de recomendación (GR): A 
Nivel de evidencia (NE): 1a

## Efectos adversos
La finasterida es un agente relativamente no tóxico. Sin embargo, suelen presentarse ciertos efectos adversos, entre los más comunes, se encuentran los de índole sexual como la impotencia, disminución de la libido, trastornos de la eyaculación y disminución del volumen del eyaculado. Adicionalmente, se han notificado efectos adversos asociados a diferentes sistemas, como el sistema nervioso central, cardiovascular, tegumentario y demás. 

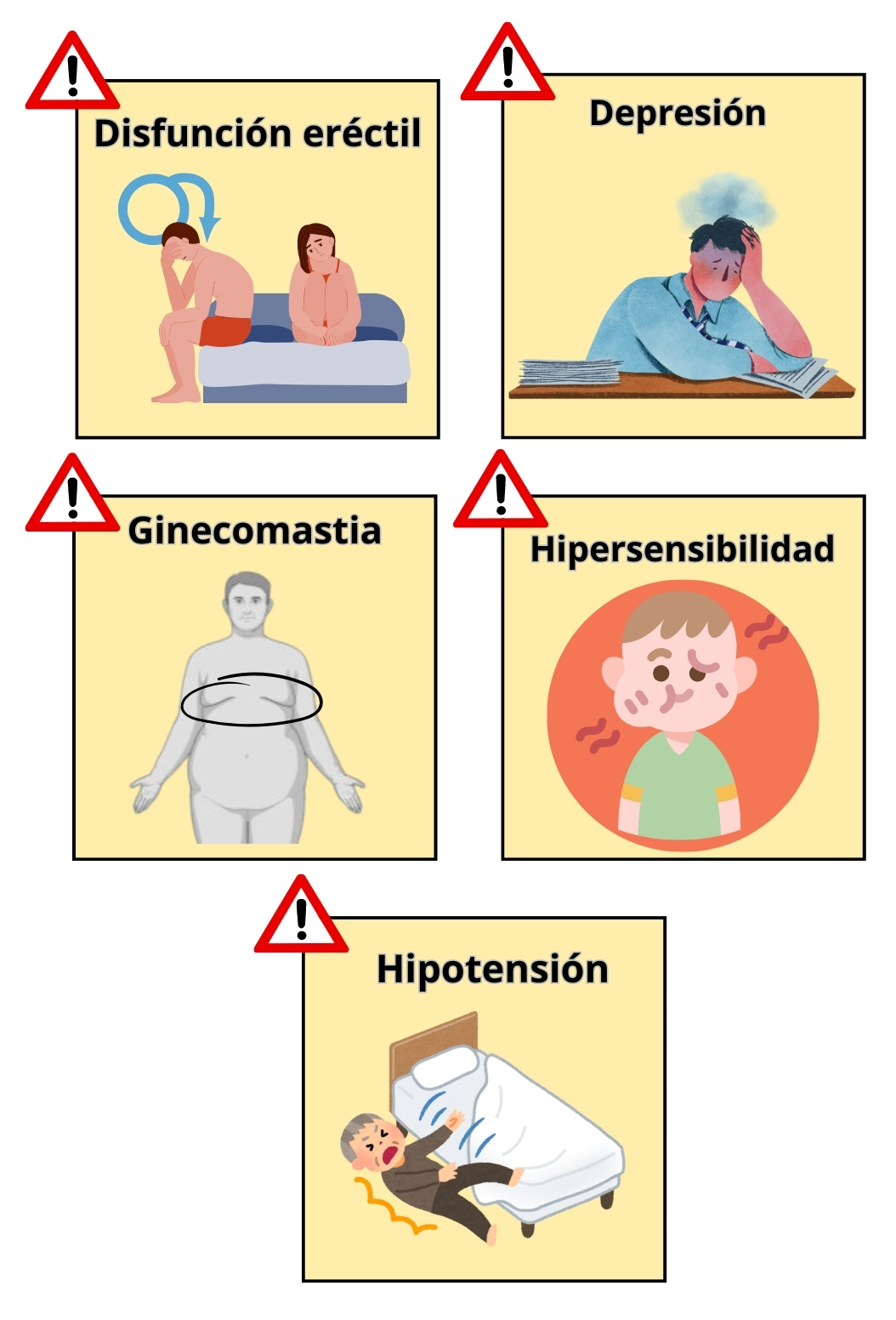
Esquema de los efectos adversos presentados por el consumo del medicamento

Los efectos adversos son descritos en la siguiente tabla.
| Reacciones adversas a Finasterida |                           | |
| Sistema implicado                 | Grupo CIOSM               | Tipo de reacción |
| Genitourinario                    | Muy frecuentes > 10%      | Impotencia sexual |
| Genitourinario                    | Frecuentes 1% - 10%       | Disminución del volumen de la eyaculación Trastornos de la eyaculación Cáncer de próstata de alto grado                   |
| Genitourinario                    | No reportada              | Hemospermia Infertilidad masculina (temporal) Dolor testicular                                                            |
| Cardiovascular                    | Frecuentes 1% - 10%       | Hipotensión Hipotensión ortostática                                                                                       |
| Cardiovascular                    | No reportada              | Vasculitis por hipersensibilidad                                                                                          |
| Endocrino y metabólico            | Frecuentes 1% - 10%       | Disminución de la libido Ginecomastia Edema periférico                                                                    |
| Endocrino y metabólico            | Poco frecuentes 0.1% - 1% | Neoplasia maligna de mama Sensibilidad mamaria                                                                            |
| Endocrino y metabólico            | No reportada              | Resistencia a la insulina Hígado graso no alcohólico                                                                      |
| Respiratorio                      | Frecuentes 1% - 10%       | Rinitis |
| Respiratorio                      | Poco frecuentes 0.1% - 1% | Disnea |
| Tegumentario                      | No reportada              | Pustulosis exantemática generalizada aguda Erupción eritematosa Erupción medicamentosa Fotosensibilidad cutánea Urticaria |
| Nervioso                          | Frecuentes 1% - 10%       | Mareos Somnolencia |
| Nervioso                          | No reportada              | Ansiedad Depresión Ideación suicida Tendencias suicidas Perturbación del sueño                                            |
| Músculo esquelético               | No reportada              | Debilidad |

### Contraindicaciones
La finasterida está contraindicada en personas con hipersensibilidad a cualquier componente de la formulación, también está contraindicada en niños y mujeres embarazadas o en edad fértil, pues los estudios de reproducción animal informaron una anomalía de los genitales masculinos externos (feminización).

### Sobredosis
No hay informes de sobredosis de finasterida que provoquen una toxicidad clínicamente significativa.
Dosis únicas de hasta 400 mg y dosis múltiples de hasta 80 mg al día durante 3 meses son bien toleradas y no han dado lugar a reacciones adversas significativas en estudios clínicos. Hasta que se obtengan más datos, no se puede recomendar ningún tratamiento específico para una sobredosis de finasterida.

### Presentaciones
El fármaco está disponible en tabletas y grageas. Las tabletas se pueden presentar en cajas con 2, 7, 14, 28, 70 tabletas, cada una con 1 mg. También se tienen cajas de 30 tabletas cada una con 5 mg. 

### Dosis
- Las dosis usuales para la hiperplasia prostática benigna en adultos son comprimidos de 5 mg orales tomados una vez al día.[27]
- Como tratamiento para la alopecia androgénica son comprimidos de 1 mg orales tomados una vez al día.[27]

## Usos no incluidos en el registro sanitario (Off Label)

### Signos de hiperandrogenismo
Finasterida también se ha utilizado de forma no autorizada para tratar los signos de hiperandrogenismo, como el hirsutismo. El medicamento puede usarse en mujeres transgénero en combinación con estrógeno por sus propiedades antiandrógenas. Sin embargo, no se recomienda el uso de finasterida en mujeres que están embarazadas o que pueden quedar embarazadas.
La Endocrine Society sugiere el uso de finasterida para el hirsutismo en mujeres premenopáusicas.

### Sangrado quirúrgico en resección prostática transuretral
Otro uso de la finasterida es disminuir el sangrado intraoperatorio y la necesidad perioperatoria de transfusión de sangre después de la resección transuretral de la próstata o una intervención quirúrgica adicional para la hiperplasia prostática benigna

### Controversias
De 2005 a 2009, la Agencia Mundial Antidopaje prohibió la finasterida porque se descubrió que el fármaco podía utilizarse para enmascarar el abuso de esteroides. Fue eliminado de la lista a partir del 1 de enero de 2009, después de que las mejoras en los métodos de prueba hicieran innecesaria la prohibición. Los atletas que usaron finasterida y fueron excluidos de la competencia internacional incluye al deportista de skeleton  Zach Lund, Sebastien Gattuso de bobsleigh, el futbolista Romário y el portero de hockey sobre hielo José Théodore.